# Nikolai Malikoff
Nikolai Malikoff est un réalisateur et acteur russe et soviétique né en 1874 à Kiev, mort le 20 avril 1931 à Riga (Lettonie).

## Filmographie partielle

### Réalisateur
- 1917 : Belye golubi
- 1923 : Psicha, die Tänzerin Katherina
- 1927 : Paname... n'est pas Paris (Die Apachen von Paris)

### Acteur
- 1922 : L'Homme qui pleure de Louis d'Hee et Louis de Verande
- 1925 : L'île des rêves (Die Insel der Träume) de Paul Ludwig Stein
- 1927 : Tête haute, Charly ! (Kopf hoch, Charly!) de Willi Wolff
- 1927 : Das Mädchen aus der Fremde de Franz Eckstein
- 1927 : Paname... n'est pas Paris (Die Apachen von Paris) de lui-même
- 1928 : Le Chevalier d'Éon (Marquis d'Eon, der Spion der Pompadour) de Karl Grune
- 1928 : Rasputins Liebesabenteuer de Martin Berger
- 1929 : Sturmflut der Liebe de Martin Berger
- 1929 : La Vie miraculeuse de Thérèse Martin de Julien Duvivier
- 1930 : La Vie aventureuse de Catherine I de Russie (Spielereien einer Kaiserin)  de Vladimir Strijevski
- 1930 : Polizeispionin 77 de Willi Wolff
- 1930 : Das Wolgamädchen de Robert Wohlmuth